# Palacio de Navariego
El palacio de Navariego está localizado en el concejo asturiano de Cabrales.
Edificado en el siglo XVII, está muy modificado en la actualidad. En su primera época era una estructura muy simétrica y sencilla con dos saeteras y dos ventanas en la parte baja. En la parte superior había tres ventanas cuadradas, entre las que había sendos escudos familiares.
- Datos: Q11203326